# Empoli
Empoli ist eine Stadt mit 49.113 Einwohnern (Stand 31. Dezember 2023) in der italienischen Metropolitanstadt Florenz, Toskana.

## Geografie
Die am Arno und dem Elsa gelegene Stadt hat eine Fläche von 62 km². Sie liegt rund 20 km westlich der Provinz- und Regionalhauptstadt Florenz.
Zu den Ortsteilen gehören Avane, Corniola, Fontanella, Marcignana, Monterappoli, Pagnana, Ponte a Elsa, Pontormo und Pozzale.
Die Nachbargemeinden sind Capraia e Limite, Castelfiorentino, Cerreto Guidi, Montelupo Fiorentino, Montespertoli, San Miniato (PI) und Vinci.

## Sehenswürdigkeiten
- Kollegiatkirche Sant’Andrea von 1093; im Museum sind folgende Werke von Lorenzo di Bicci zu sehen:
  - Crocifissione di Cristo (Tafelgemälde, 1399 entstanden, stammt aus der Kirche Santo Stefano in Empoli, auch Compagnia della Croce oder Vesta Nera genannt)
  - Madonna con Bambino e Santi, Crocifissione di Cristo, Santi, Episodi della vita di San Martino, Sant’Andrea, Sant’Agata e San Giovanni Battista (Triptychon, Tafelgemälde)
  - San Tommaso riceve la cintura dalla Madonna assunta.
- Im Zentrum der Stadt an der Piazza Farinata degli Uberti ist der Marmorbrunnen mit den vier Löwen aus dem Jahr 1827 zu sehen. Er stammt von Luigi Pampaloni.

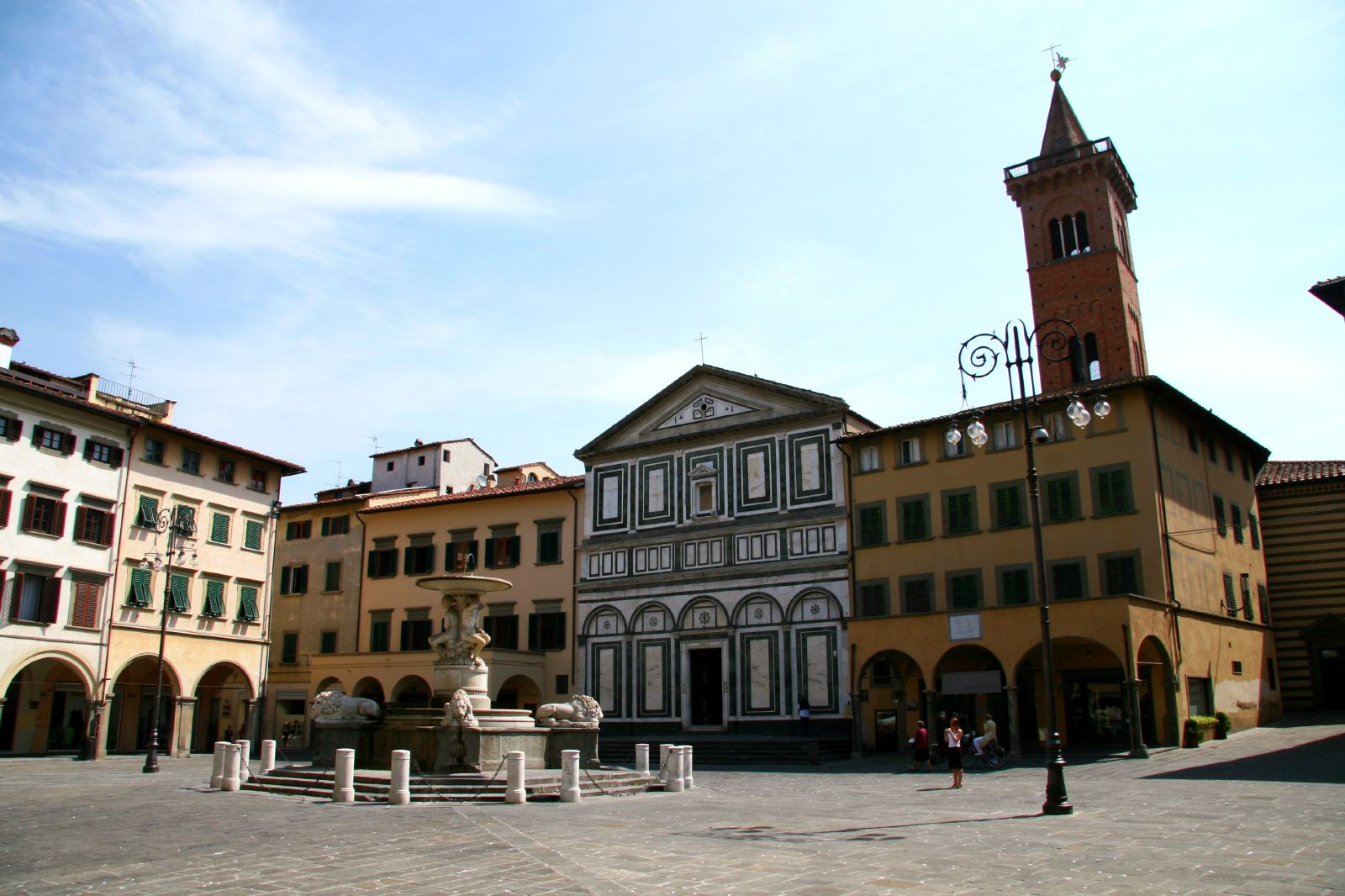
Kollegiatkirche Sant’Andrea mit dem Brunnen Fontana del Pampaloni
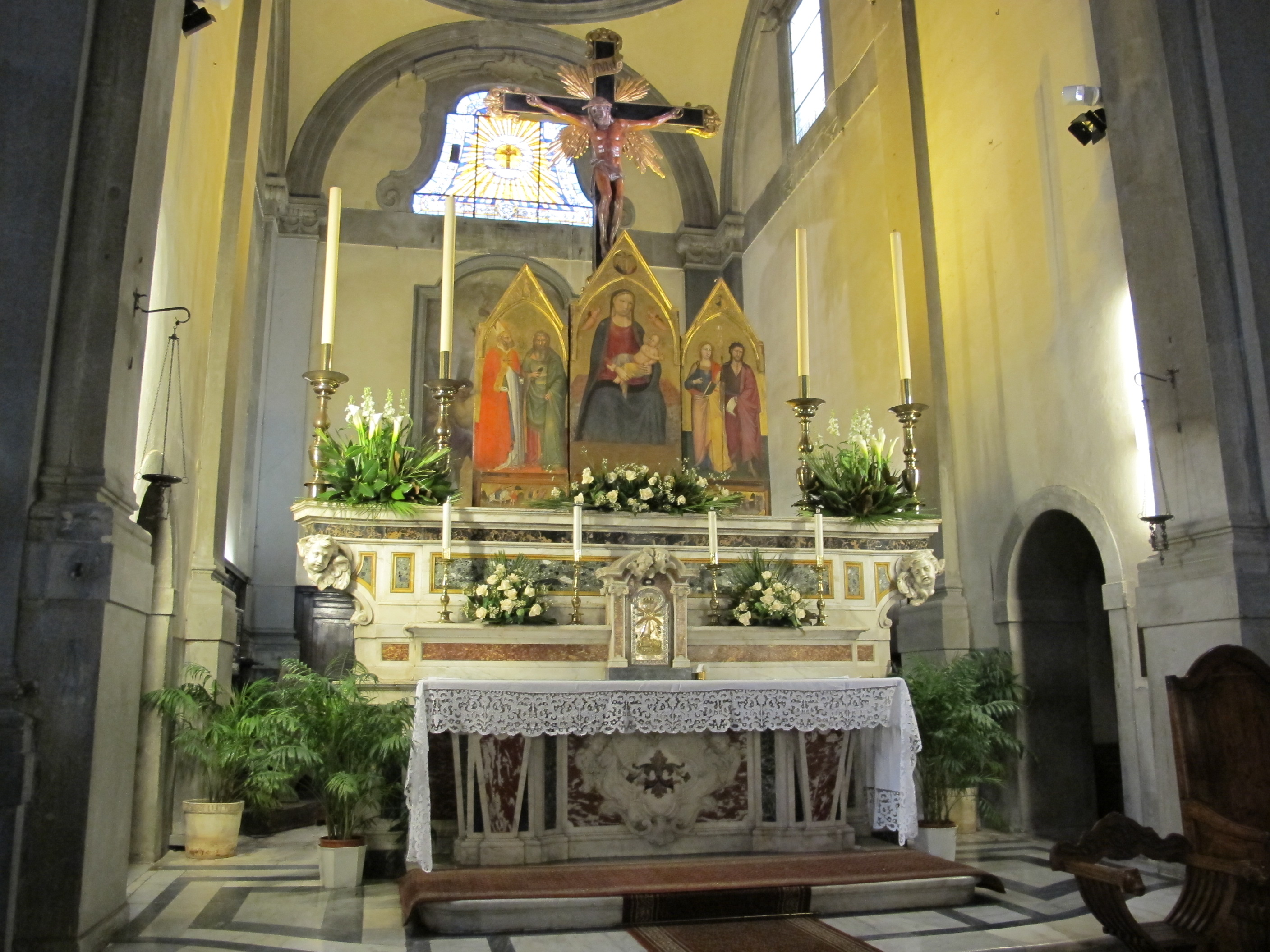
Der Altar der Collegiata
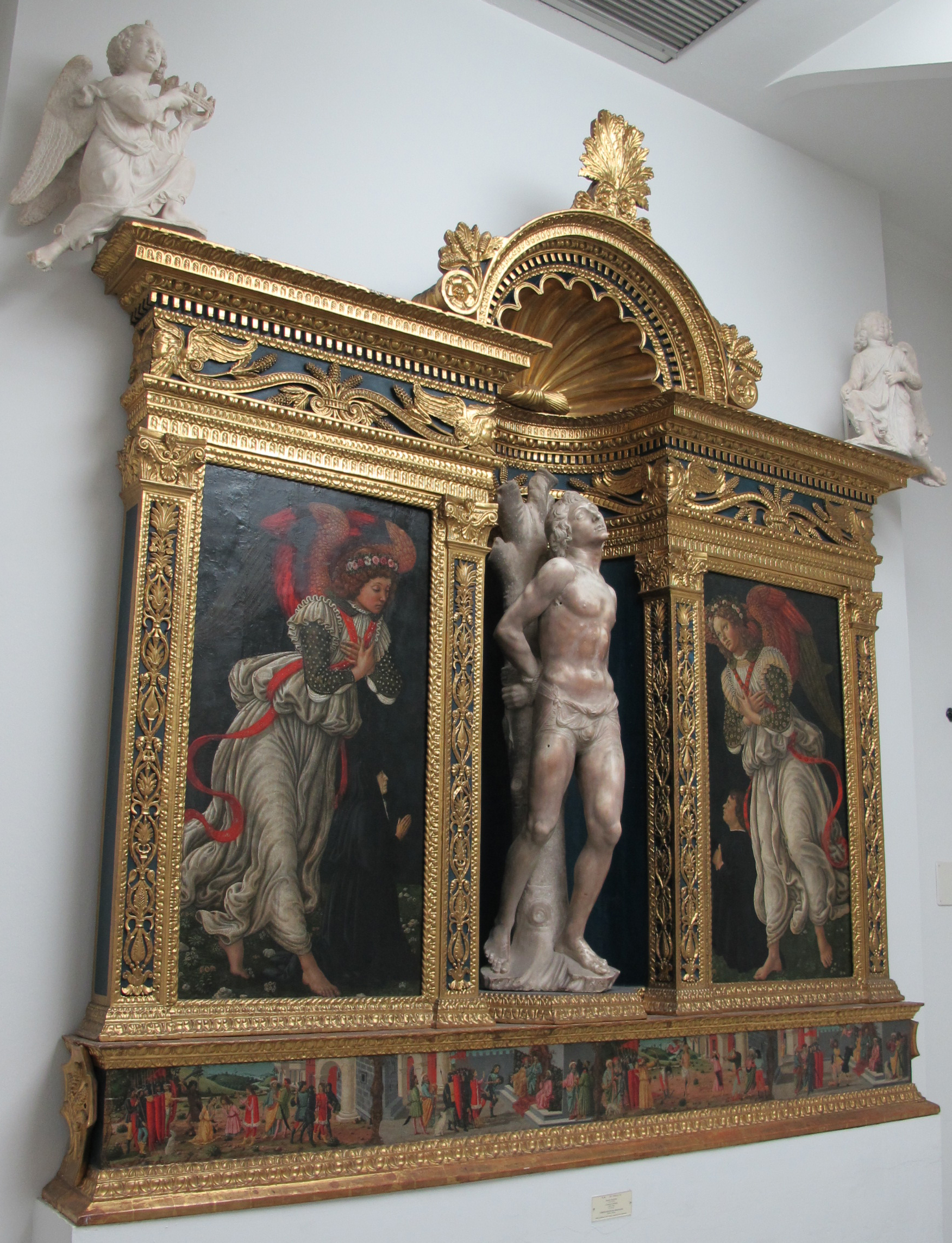
Im Museum der Collegiata
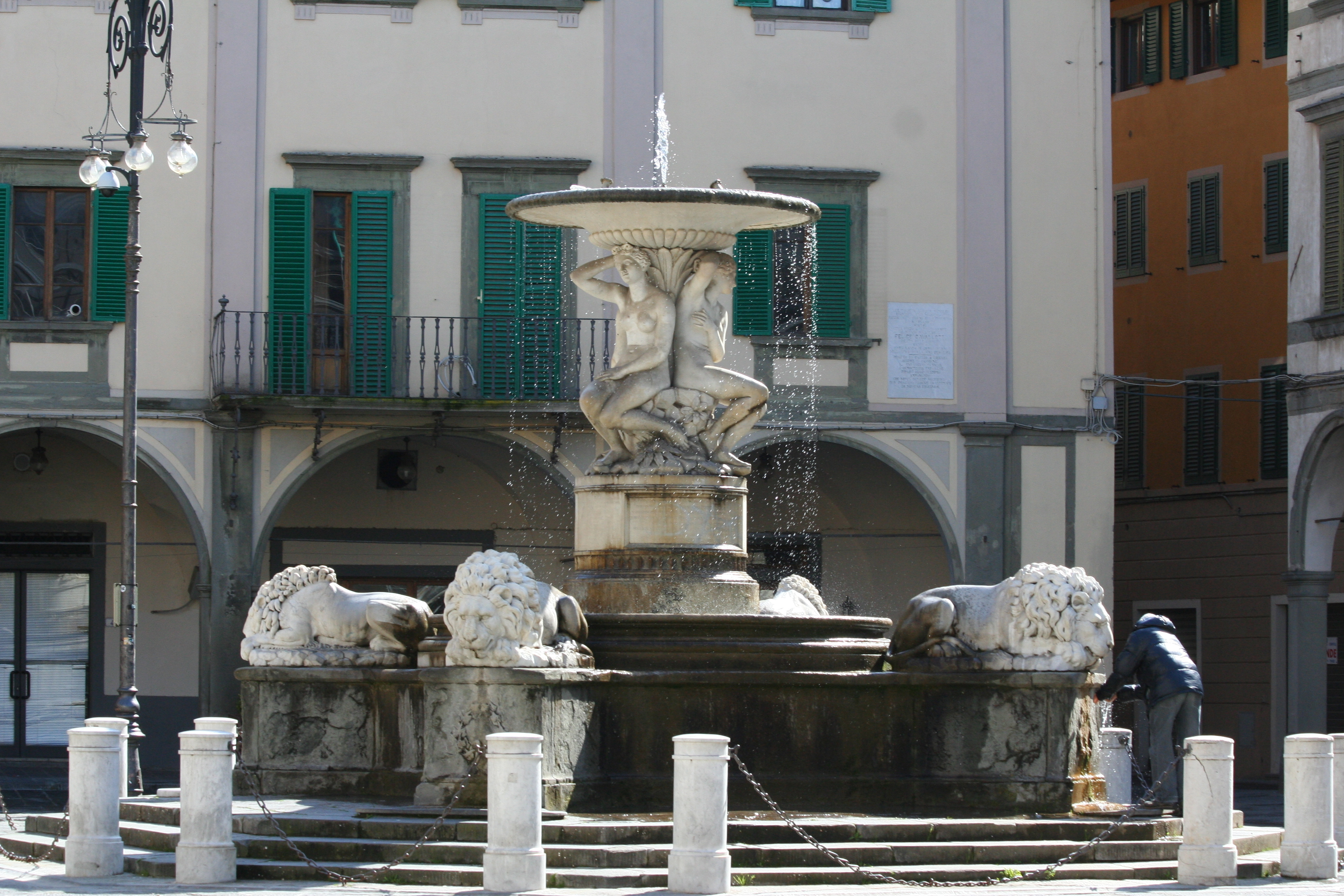
Fontana delle Naiadi auch Fontana del Pampaloni genannt
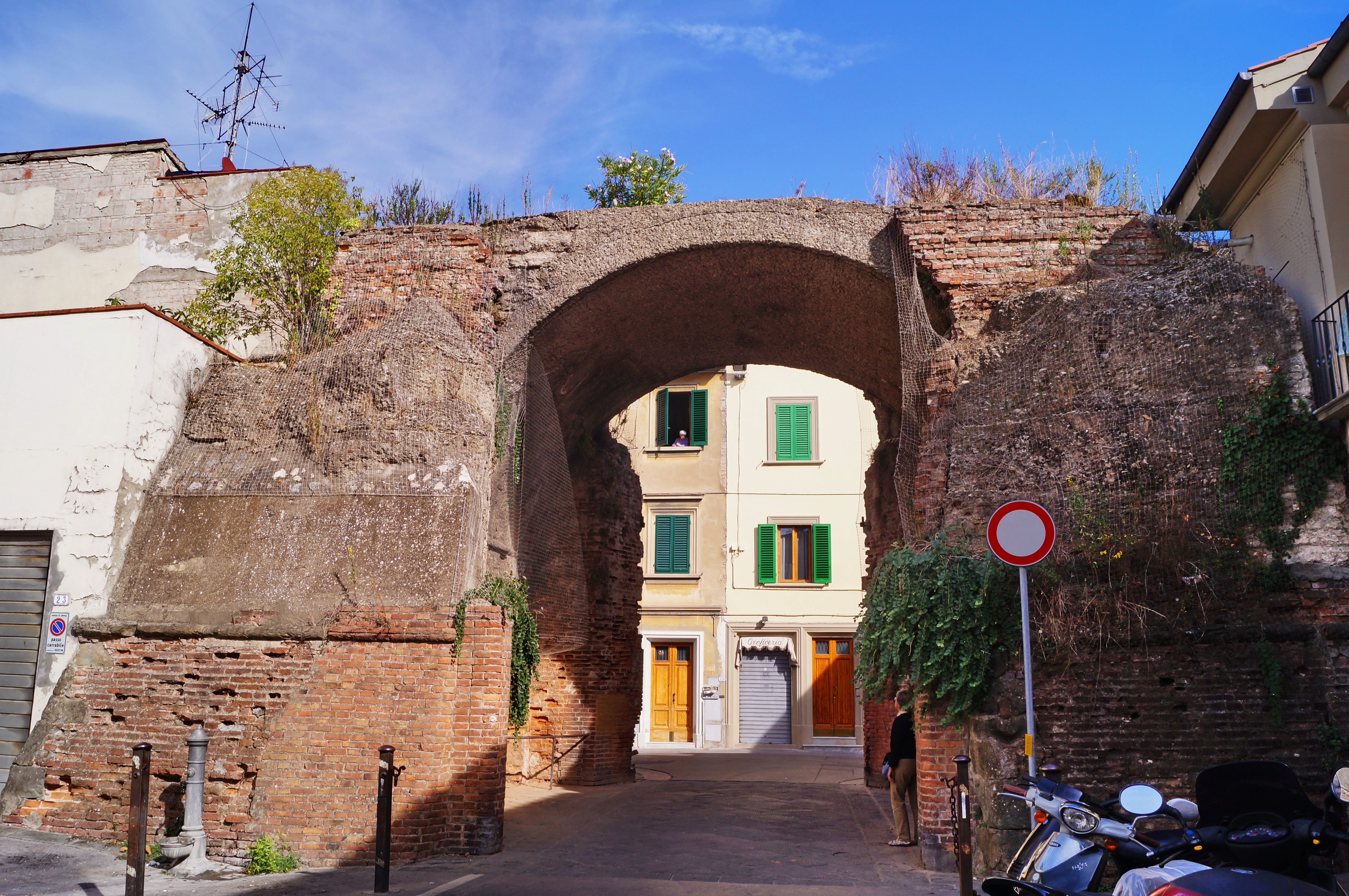
Porta Pisana
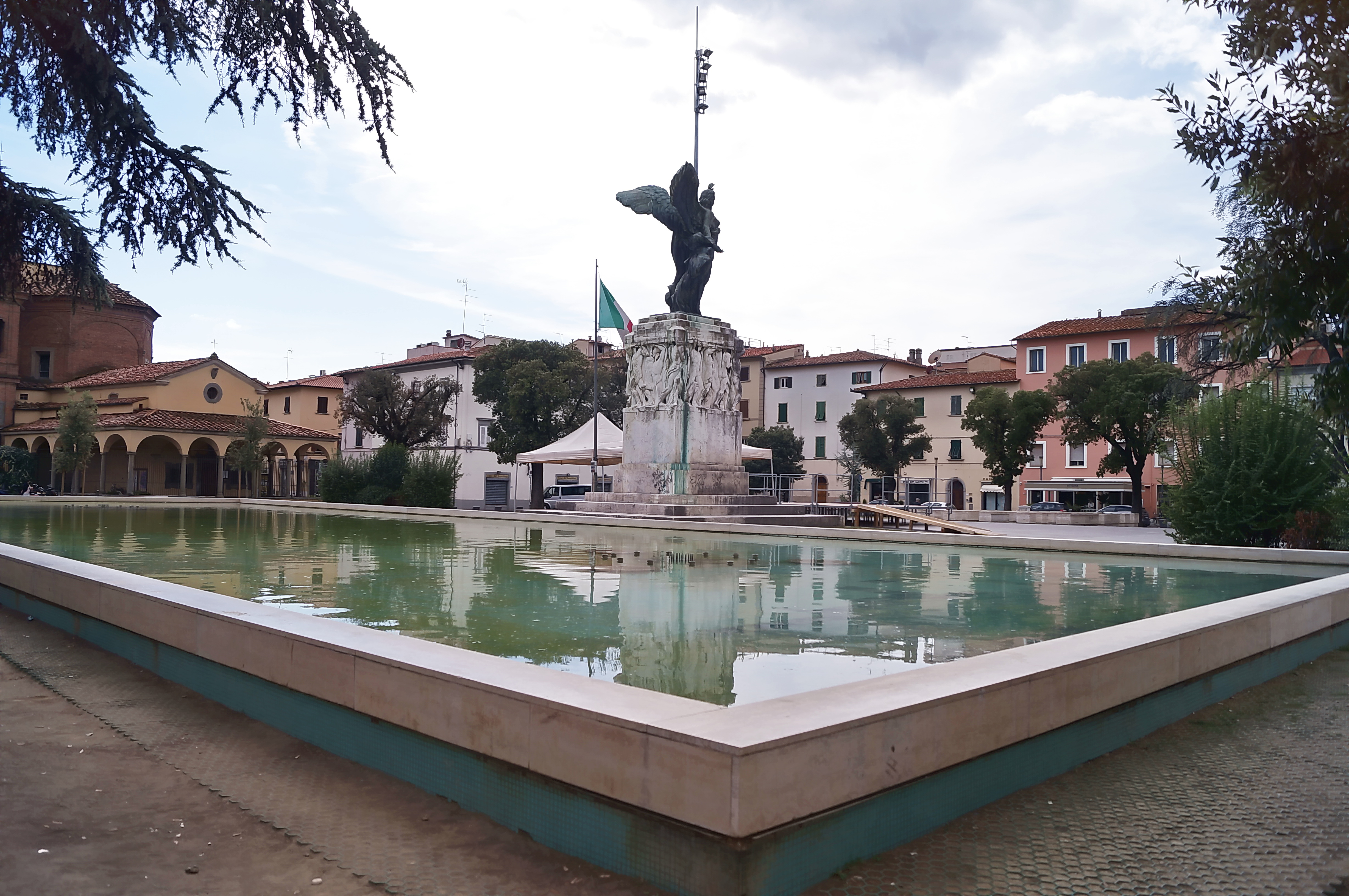
An der Piazza della Vittoria

## Wirtschaft
- Wirtschaftlich ist die Möbel-, Lebensmittel-, Textil- und Glasindustrie bedeutsam.

## Sport
- Der örtliche Fußballklub FC Empoli spielt derzeit in der Serie A.

## Städtepartnerschaften
Empoli ist durch Städtepartnerschaften verbunden mit
- Aubervilliers in der Region Île de France, Frankreich
- Besançon in der Region Bourgogne-Franche-Comté, Frankreich
- Namur in Wallonien, Belgien
- St. Georgen an der Gusen, in Oberösterreich
- Toledo in der autonomen Gemeinschaft Kastilien-La Mancha, Spanien

## Söhne und Töchter der Stadt
- Jacopo da Pontormo (1494–1557), Maler, einer der Hauptvertreter des Florentiner Manierismus, geboren im Ortsteil Pontormo
- Giovanni Marchetti (1753–1829), Theologe, Kirchenhistoriker und Kurienbischof
- Vincenzo Chiarugi (1759–1820), Psychiater
- Gaetano Fabiani (1841–1904), Musiker und Komponist (auch in Empoli gestorben)
- Ferruccio Busoni (1866–1924), Pianist und Komponist
- Francesco Maggini (1886–1964), Romanist und Italianist
- Marco Bagnoli (* 1949), Installationskünstler, Maler und Zeichner
- Eugenio Giani (* 1959), Politiker (PD), Präsident der Toskana
- Fabrizio Ficini (* 1973), Fußballspieler
- Irene Tinagli (* 1974), Wirtschaftswissenschaftlerin und Politikerin
- Lorenzo Carboncini (* 1976), Ruderer
- Daria Guidetti (* 1978), Astronomin
- Manuele Mori (* 1980), Radrennfahrer
- Elena Gigli (* 1985), Wasserballspielerin
- Filippo Magli (* 1999), Radrennfahrer